# 三重サンベルトゾーン構想
三重サンベルトゾーン構想（みえサンベルトゾーンこうそう）は、1987年（昭和62年）に制定された総合保養地域整備法（通称：リゾート法）に基づいた三重県の開発計画。
宮崎県の宮崎・日南海岸リゾート構想、福島県の会津フレッシュリゾート構想とともに、同法が適用された初の事例となっている。

## 概要
総合保養地域整備法(通称：リゾート法)の施行に合わせ1988年に策定された、三重県の伊勢志摩から熊野にかけてのリゾート開発計画である。
三重県の「伊勢・二見」「鳥羽」「南鳥羽・磯部」「奥志摩」「南勢」「紀伊島・海山」「尾鷲」「熊野・御浜」を重点整備地区として整備する計画。
意義 
1. ゆとりある国民生活のための利便の増進
2. サンベルト地域の進行と県土の均衡ある発展
3. 国民福祉の向上と国民経済の均衡ある発展

地域の特性 
1. 恵まれた自然環境
2. 優れた歴史・文化的資産
3. 豊かな農林水産資源
4. 既存のリゾート施設の集積と高いポテンシャル

統一テーマ 
- Sun：降り注ぐ太陽
- Ultramarine：紺碧の海
- Natural green：自然の緑

目標 
1. 一大海洋性リゾートの形成
2. 歴史・文化・伝統芸能との触れ合いの場の形成
3. 世界に開かれたリゾートの形成

基本的性格 
1. 地域の特性を最大限に活かしたリゾート整備
2. 全体として調和のとれたリゾート整備
3. 地域との協調のもとに進めるリゾート整備
4. 安らぎと快適さのあるリゾート整備

整備方針 
1. 民間活力の活用による特定施設の整備
2. 関連公共施設の重点的な整備
3. リゾート整備と調和のとれた地域農林水産業の振興
4. 自然環境・生活環境の保全
5. 文化財・伝統芸能の保護継承
6. 適正・合理的な土地利用の推進と地価の安定
7. 観光業の健全な発展
8. 事業の円滑な実施のための推進連絡体制の確立
9. 安全性の確保
10. 自由時間増大の促進

## 開発地区

### 伊勢・二見地区「日本人の心のふるさと発見ゾーン」
伊勢市、二見町(現：伊勢市)。開発計画面積：3030ha
伊勢神宮、二見浦などの歴史・文化的資産に恵まれ、安らぎにみちたリゾート地区。
この地区は三重サンベルトゾーンの北端に位置し、伊勢神宮を中心とした歴史・文化遺産に加え、二見浦の歴史と伝統、切妻と伊勢瓦の伊勢の街並みが広がる。伊勢志摩国立公園の入り口として開発前で年間1100万人の観光客が訪れる。
開発計画は、(1)戦国時代村、(2)ゴルフ場、(3)二見プラザ、(4)朝熊山麓総合開発、(5)二見町音無山自然探勝ゾーン、以上5つの柱で成り立っている 。
(1)戦国時代村(現：ともいきの国 伊勢忍者キングダム)
レクリエーション施設として、戦国時代の風俗、文化、建築などを再現し、体験学習施設を備えた施設として計画された。大新東グループによる開発であり、1989年（平成元年）には伊勢戦国時代村株式会社を設立した。
現在は「ともいきの国 伊勢忍者キングダム」として営業中である。
(2)ゴルフ場
事業主体は富士カントリーであり、セミパブリックゴルフ場として計画された。
(3)二見プラザ(現：伊勢夫婦岩ショッピングプラザ)
サンベルト構想前から「夫婦岩パラダイス」として営業していたが、サンベルト構想に組み込まれた。全面リニューアルをし、展望、レストラン、水族館、ショッピングモールを備えた施設となる。
現在は水族館が「伊勢夫婦岩ふれあい水族館シーパラダイス」、ショッピングモールが「伊勢夫婦岩ショッピングプラザ」として営業中である。
(4)朝熊山麓総合開発(現：三重県営サンアリーナなど)
主に以下のゾーンとそれぞれの施設が、また世界祝祭博覧会の開催予定地として計画された。
1. スポーツ・レクリエーションゾーン：テニスコート、野球場、多目的広場、多目的グラウンド、ボート乗り場
2. 観光・レジャーゾーン：プール、パターゴルフ、グラススキー
3. 文化ゾーン：ホール、リゾートセンター、トレーニングセンター、日本庭園
4. クラフトゾーン：クラフト広場、クラフトセンター、観光庭園
5. その他管理施設

第三セクター方式で行われることが決定していたが、1989年（平成元年）時点で事業主体は決定していなかった。その後1992年（平成4年）3月に施設を管理・運営する財団法人サンアリーナが設立され、同年に建設工事が開始された。
(5)二見町音無山自然探勝ゾーン
建設主は二見町。音無山に遊歩道や展望台を整備することが計画された。
| 施設                        | 位置           | 機能                           | 種類               | 規模                     |
| --------------------------- | -------------- | ------------------------------ | ------------------ | ------------------------ |
| (1)伊勢戦国村               | 二見町大字三津 | スポーツ・レクリエーション施設 | 遊園地             | 全体面積 40ha            |
| (1)伊勢戦国村               | 二見町大字三津 | 教養文化施設                   | 体験学習施設       | 延床 10,074㎡            |
| (1)伊勢戦国村               | 二見町大字三津 | 教養文化施設                   | 劇場               | 延床 5,686㎡             |
| (1)伊勢戦国村               | 二見町大字三津 | 休養施設                       | 展望施設           | 延床 1,350㎡             |
| (1)伊勢戦国村               | 二見町大字三津 | 交通施設                       | 駐車場             | 面積 45,000㎡ 1500台収容 |
| (1)伊勢戦国村               | 二見町大字三津 | 販売施設                       | 土産物販施設       | 延床 500㎡               |
| (1)伊勢戦国村               | 二見町大字三津 | 利用増進施設                   | 食品供給施設       | 延床 4,000㎡             |
| (2)ゴルフ場                 | 伊勢市朝熊町   | スポーツ・レクリエーション施設 | ゴルフ場           | 面積 237ha 18ホール      |
| (3)夫婦岩パラダイス         | 二見町大字江   | 教養文化施設                   | 水族館             | 延床面積4,954㎡          |
| (3)夫婦岩パラダイス         | 二見町大字江   | 休養施設                       | 休憩施設           | 延床面積5,096㎡          |
| (3)夫婦岩パラダイス         | 二見町大字江   | 販売施設                       | ショッピングモール | 延床面積6,823㎡          |
| (3)夫婦岩パラダイス         | 二見町大字江   | 交通施設                       | 駐車場             | 面積3,640㎡ 170台収容    |
| (4)朝熊山麓総合開発         | 伊勢市朝熊町   | スポーツ・レクリエーション施設 | 運動場             | 全体面積 96ha            |
| (5)二見音無山自然探勝ゾーン | 二見町大字江   | 休養施設                       | 森林浴施設         | 全体面積 20ha            |

### 鳥羽地区「海と情報と創作活動ゾーン」
鳥羽市。開発計画面積：2890ha
水族館、博物館、芸術村など、海を知り、芸術に親しみ、感性をはぐくむリゾート地区。
開発計画は、(1)志摩芸術村、(2)野外レクリエーション施設、(3)ゴルフ場、(4)海の博物館、(5)新鳥羽水族館、(6)近畿日本鉄道複線化、以上から成り立つ 。
(1)志摩芸術村
(2)野外レクリエーション施設
(3)ゴルフ場
(4)海の博物館
東海水産科学協会が事業主体となり、志摩芸術村の一隅に建設、旧施設から移転し、古くからの漁労具や小舟などの漁村文化の資料6900点を収集展示する計画。
正倉院をモチーフとした収蔵庫3棟や研究棟、本館、展示棟が建設され、1992年に開館予定となっている
現在は鳥羽市立海の博物館として営業中である。
(5)新鳥羽水族館
(6)近畿日本鉄道複線化
近畿日本鉄道(以下、近鉄)は、自社の志摩線を伊勢志摩国立公園内を結ぶ重要な観光路線であり、伊勢志摩地域活性化、沿線観光開発のためには輸送力の増強が不可欠であるとしていた。そのため、複線化の必要があると社内での議論が行われており、1984年(昭和59年)に「志摩線複線化推進委員会」を設置し、1985年(昭和60年)3月には複線化を決定していた。その後この複線化工事もサンベルトゾーン構想に組み込まれることとなった。
事業の進捗は以下の通り。
1988年(昭和63年)3月6日：鵜方駅 - 志摩神明駅間複線化。
1990年(平成2年)12月8日：志摩神明駅 - 賢島駅間複線化。
1992年(平成4年)11月6日：鳥羽駅 - 中之郷駅間複線化。
同年12月22日：船津駅 - 加茂駅間複線化。
1993年(平成5年)4月28日：五知駅 - 上之郷駅間複線化。
同年6月1日：志摩磯部駅 - 鵜方駅間複線化。
同年9月11日：加茂駅 - 五知駅間複線化、青峰トンネル完成。
以上のように逐次複線化が進められた。計画では全線(25.2km)において複線化される計画 であったが、現在では延べ4.3キロの区間(中之郷駅～船津駅、上之郷駅～志摩磯部駅)を残して複線化が完了している。
| 施設                        | 位置                | 機能                           | 種類               | 規模                                                                      |
| --------------------------- | ------------------- | ------------------------------ | ------------------ | ------------------------------------------------------------------------- |
| (1)志摩芸術村               | 鳥羽市浦村町        | スポーツ・レクリエーション施設 | プール             | 延床面積 5,400㎡                                                          |
| (1)志摩芸術村               | 鳥羽市浦村町        | スポーツ・レクリエーション施設 | 海水浴場           | ハウス延床面積 400㎡ デッキ延床面積 1,100㎡ ステージ延床面積 800㎡ 桟橋等 |
| (1)志摩芸術村               | 鳥羽市浦村町        | 教養文化施設                   | 体験学習施設       | 延床面積 2,316㎡                                                          |
| (1)志摩芸術村               | 鳥羽市浦村町        | 教養文化施設                   | 芸術学習施設       | 延床面積 2,775㎡ 宿舎 60室                                                |
| (1)志摩芸術村               | 鳥羽市浦村町        | 教養文化施設                   | 博物館             | 延床面積 6,620㎡                                                          |
| (1)志摩芸術村               | 鳥羽市浦村町        | 休養施設                       | 海水療法施設       | 延床面積 16,000㎡ 120室                                                   |
| (1)志摩芸術村               | 鳥羽市浦村町        | 集会施設                       | 研修施設           | 延床面積 8,540㎡ 客室 100室 セミナールーム 570㎡                          |
| (1)志摩芸術村               | 鳥羽市浦村町        | 宿泊施設                       | ホテル             | 延床面積 21,450㎡ 300室                                                   |
| (1)志摩芸術村               | 鳥羽市浦村町        | 販売施設                       | ショッピングモール | 延床面積 6,625㎡                                                          |
| (1)志摩芸術村               | 鳥羽市浦村町        | 販売施設                       | 工房付商業施設     | 延床面積 2,535㎡                                                          |
| (1)志摩芸術村               | 鳥羽市浦村町        | その他利用増進施設             | 食品供給施設       | 延床面積 2,150㎡                                                          |
| (2)野外レクリエーション施設 | 鳥羽市浦村町        | スポーツ・レクリエーション施設 | 各種練習場         | 全体面積 24.7ha                                                           |
| (2)野外レクリエーション施設 | 鳥羽市浦村町        | 教養文化施設                   | 体験学習施設       | 面積 7,370㎡                                                              |
| (3)ゴルフ場                 | 鳥羽市船津町,鳥羽町 | スポーツ・レクリエーション施設 | ゴルフ場           | 面積 153ha 18ホール                                                       |
| (4)海の博物館               | 鳥羽市浦村町        | 教養文化施設                   | 博物館             | 面積 17,900㎡                                                             |
| (5)新鳥羽水族館             | 鳥羽市鳥羽3丁目     | 教養文化施設                   | 水族館             | 敷地面積 15,792㎡ 延床面積 15,792㎡                                       |
| (6)近畿日本鉄道複線化       | 鳥羽～賢島間        | 交通施設                       | 鉄軌道             | L=25.2km                                                                  |

### 南鳥羽・磯部地区「南欧タイプのレジデンシャルゾーン」
鳥羽市、磯部町(現：志摩市)、阿児町(現：志摩市)、大王町(現：志摩市)。開発計画面積：3130ha
パールロード沿いの雄大な自然景観を活かし、居住性に優れた新しいスポーツ・レクリエーション型リゾート地区。
開発計画は(1)志摩スペイン村、(2)的矢マリーナ、(3)ゴルフ場(的矢)、(4)ゴルフ場(山田)、(5)国府マリンリゾート、(6)南鳥羽レジデンシャルリゾート、(7)ウェーブリゾート、(8)波切緑地、(9)渡鹿野園地、以上から成り立つ 。
(1)志摩スペイン村
この土地は近鉄の社有地として、的矢湾と伊雑ノ浦の間に半島状に突き出した土地であり眺望に優れ、パールロードが通っているなど交通の立地に恵まれていたことから、地元から近鉄に開発の要望が寄せられていた場所であった。しかし、伊勢志摩国立公園区域内にあったことから具体的な開発計画が策定されない状態であった 。
その後
(2)的矢マリーナ
(3)ゴルフ場(的矢)
(4)ゴルフ場(山田)
(5)国府マリンリゾート
(6)南鳥羽レジデンシャルリゾート
(7)ウェーブリゾート
(8)波切緑地
(9)渡鹿野園地
| 施設                            | 位置                      | 機能                           | 種類                 | 規模                         |
| ------------------------------- | ------------------------- | ------------------------------ | -------------------- | ---------------------------- |
| (1)志摩スペイン村               | 磯部町大字坂崎,大字三ヶ所 | スポーツ・レクリエーション施設 | 遊園地               | 全体面積 103.8ha             |
| (1)志摩スペイン村               | 磯部町大字坂崎,大字三ヶ所 | スポーツ・レクリエーション施設 | 遊覧鉄道・ターミナル | 遊覧鉄道 L=2.7km             |
| (1)志摩スペイン村               | 磯部町大字坂崎,大字三ヶ所 | 教養文化施設                   | 美術館               | 延床面積 500㎡               |
| (1)志摩スペイン村               | 磯部町大字坂崎,大字三ヶ所 | 教養文化施設                   | 歴史博物館           | 延床面積 500㎡               |
| (1)志摩スペイン村               | 磯部町大字坂崎,大字三ヶ所 | 宿泊施設                       | コンドミニアム       | 延床面積 25,000㎡ 300室      |
| (1)志摩スペイン村               | 磯部町大字坂崎,大字三ヶ所 | 宿泊施設                       | 貸別荘               | 延床面積 60㎡/棟 40棟        |
| (1)志摩スペイン村               | 磯部町大字坂崎,大字三ヶ所 | 交通施設                       | 駐車場               | 2000台収容                   |
| (1)志摩スペイン村               | 磯部町大字坂崎,大字三ヶ所 | 交通施設                       | ヘリポート           | 1ヶ所                        |
| (2)的矢マリーナ                 | 磯部町大字渡鹿野,大字的矢 | スポーツ・レクリエーション施設 | マリーナ             | 300隻収容                    |
| (3)ゴルフ場                     | 磯部町大字三ヶ所,大字的矢 | スポーツ・レクリエーション施設 | ゴルフ場             | 112ha 18ホール               |
| (4)ゴルフ場                     | 磯部町大字山田            | スポーツ・レクリエーション施設 | ゴルフ場             | 119ha 18ホール               |
| (5)国府マリンリゾート           | 阿児町大字国府            | スポーツ・レクリエーション施設 | 運動場               | 延床面積 37,300㎡            |
| (5)国府マリンリゾート           | 阿児町大字国府            | スポーツ・レクリエーション施設 | マリーナ             | 300隻収容                    |
| (5)国府マリンリゾート           | 阿児町大字国府            | 教養文化施設                   | 野外劇場             | 面積 1ha 1000人収容          |
| (5)国府マリンリゾート           | 阿児町大字国府            | 集会施設                       | イベントホール       | 延床面積 1,000㎡ 300人収容   |
| (5)国府マリンリゾート           | 阿児町大字国府            | 宿泊施設                       | ペンション           | 延床面積 500㎡/棟(平均) 8棟  |
| (5)国府マリンリゾート           | 阿児町大字国府            | 宿泊施設                       | ホテル               | 延床面積 13,500㎡ 250室      |
| (5)国府マリンリゾート           | 阿児町大字国府            | 宿泊施設                       | ホテル               | 延床面積 50,000㎡ 500室      |
| (5)国府マリンリゾート           | 阿児町大字国府            | 利用促進施設                   | ドライブイン         | 延床面積 30,000㎡ 2000席収容 |
| (5)国府マリンリゾート           | 阿児町大字国府            | 利用促進施設                   | 総合管理施設         | 延床面積 200㎡               |
| (6)南鳥羽レジデンシャルリゾート | 鳥羽市相差町,畔蛸町       | スポーツ・レクリエーション施設 | マリーナ             |                              |
| (6)南鳥羽レジデンシャルリゾート | 鳥羽市相差町,畔蛸町       | スポーツ・レクリエーション施設 | トレーニングセンター |                              |
| (6)南鳥羽レジデンシャルリゾート | 鳥羽市相差町,畔蛸町       | スポーツ・レクリエーション施設 | 運動場               |                              |
| (6)南鳥羽レジデンシャルリゾート | 鳥羽市相差町,畔蛸町       | スポーツ・レクリエーション施設 | 乗馬場               |                              |
| (6)南鳥羽レジデンシャルリゾート | 鳥羽市相差町,畔蛸町       | 宿泊施設                       | コンドミニアム       |                              |
| (6)南鳥羽レジデンシャルリゾート | 鳥羽市相差町,畔蛸町       | 宿泊施設                       | ペンション           |                              |
| (6)南鳥羽レジデンシャルリゾート | 鳥羽市相差町,畔蛸町       | 利用増進施設                   | 総合管理施設         |                              |
| (6)南鳥羽レジデンシャルリゾート | 鳥羽市相差町,畔蛸町       | 利用増進施設                   | 食品供給施設         |                              |
| (7)ウェーブリゾート             | 磯部町大字三ヶ所          | 宿泊施設                       | ホテル               |                              |
| (7)ウェーブリゾート             | 磯部町大字三ヶ所          | 宿泊施設                       | 貸別荘               |                              |
| (8)波切緑地                     | 大王町大字波切            | スポーツ・レクリエーション施設 | 運動場               |                              |
| (9)渡鹿野園地                   | 磯部町大字渡鹿野          | スポーツ・レクリエーション施設 | 園地                 |                              |

### 奥志摩地区「スポーツと食の国際コンベンションゾーン」
阿児町(現：志摩市)、浜島町(現：志摩市)、大王町(現：志摩市)、志摩町(現：志摩市)。開発計画面積：3330ha
英虞湾のリアス式海岸の景観美と海の食文化を活かした国際性豊かな都市型リゾート地区。
開発計画は(1)合歓の郷、(2)宮ノ前マリーナ、(3)阿津里浜リゾート、(4)次郎六郎海岸海水浴場、(5)登茂山園地、(6)南張園地、(7)賢島アーバンリゾート、(8)横山リゾート、(9)金毘羅園地、以上から成り立つ。
(1)合歓の郷
(2)宮ノ前マリーナ
(3)阿津里浜リゾート
(4)次郎六郎海岸海水浴場
(5)登茂山園地
(6)南張園地
(7)賢島アーバンリゾート
(8)横山リゾート
(9)金毘羅園地
| 施設                    | 位置                    | 機能                           | 種類                   | 規模 |
| ----------------------- | ----------------------- | ------------------------------ | ---------------------- | ---- |
| (1)合歓の郷             | 浜島町大字浜島,大字迫子 | スポーツ・レクリエーション施設 | ゴルフ場               |      |
| (1)合歓の郷             | 浜島町大字浜島,大字迫子 | スポーツ・レクリエーション施設 | マリーナ               |      |
| (1)合歓の郷             | 浜島町大字浜島,大字迫子 | スポーツ・レクリエーション施設 | 各種練習場             |      |
| (1)合歓の郷             | 浜島町大字浜島,大字迫子 | スポーツ・レクリエーション施設 | 水泳場                 |      |
| (1)合歓の郷             | 浜島町大字浜島,大字迫子 | スポーツ・レクリエーション施設 | 野営場                 |      |
| (1)合歓の郷             | 浜島町大字浜島,大字迫子 | 集会施設                       | 研修施設               |      |
| (1)合歓の郷             | 浜島町大字浜島,大字迫子 | 宿泊施設                       | ホテル                 |      |
| (2)宮ノ前マリーナ       | 志摩町大字御座          | スポーツ・レクリエーション施設 | マリーナ               |      |
| (2)宮ノ前マリーナ       | 志摩町大字御座          | 宿泊施設                       | ホテル                 |      |
| (3)阿津里浜リゾート     | 志摩町大字越賀          | スポーツ・レクリエーション施設 | 野営場                 |      |
| (3)阿津里浜リゾート     | 志摩町大字越賀          | 教養文化施設                   | 体験学習施設           |      |
| (3)阿津里浜リゾート     | 志摩町大字越賀          | 宿泊施設                       | 貸別荘                 |      |
| (3)阿津里浜リゾート     | 志摩町大字越賀          | 宿泊施設                       | ホテル                 |      |
| (4)次郎六郎海岸海水浴場 | 大王町大字船越          | スポーツ・レクリエーション施設 | 海水浴場               |      |
| (5)登茂山園地           | 大王町大字波切,大字船越 | スポーツ・レクリエーション施設 | 園地                   |      |
| (5)登茂山園地           | 大王町大字波切,大字船越 | 販売施設                       | 地域特産物販売センター |      |
| (6)南張園地             | 浜島町大字南張          | スポーツ・レクリエーション施設 | 海水浴場               |      |
| (6)南張園地             | 浜島町大字南張          | 休養施設                       | 森林浴施設             |      |
| (7)賢島アーバンリゾート | 阿児町大字神明          | 集会施設                       | 会議場施設             |      |
| (7)賢島アーバンリゾート | 阿児町大字神明          | 宿泊施設                       | ホテル                 |      |
| (7)賢島アーバンリゾート | 阿児町大字神明          | 宿泊施設                       | ホテル                 |      |
| (8)横山リゾート         | 阿児町大字鵜方          | スポーツ・レクリエーション施設 | 総合体育館             |      |
| (8)横山リゾート         | 阿児町大字鵜方          | スポーツ・レクリエーション施設 | 各種練習場             |      |
| (8)横山リゾート         | 阿児町大字鵜方          | 教養文化施設                   | 体験学習施設           |      |
| (8)横山リゾート         | 阿児町大字鵜方          | 集会施設                       | 研修施設               |      |
| (8)横山リゾート         | 阿児町大字鵜方          | 宿泊施設                       | 貸別荘                 |      |
| (8)横山リゾート         | 阿児町大字鵜方          | 宿泊施設                       | 旅館                   |      |
| (9)金毘羅園地           | 志摩町大字御座,大字越賀 | 展望施設                       | 展望台                 |      |

### 南勢地区「開かれたマリンスポーツゾーン」
南勢町(現：南伊勢町)。開発計画面積：2970ha
五ヶ所湾の海蝕海岸を活かしたマリーナを核とする新しいタイプの海洋性リゾート地区。
開発計画は(1)五ケ所湾ベイコミュニティ、(2)南伊勢マリンコミュニティ、(3)葛島リゾート、(4)南勢マリーナ、(5)宿田曽緑地、以上から成り立つ 。
(1)五ケ所湾ベイコミュニティ
(2)南伊勢マリンコミュニティ
(3)葛島リゾート
(4)南勢マリーナ
(5)宿田曽緑地
| 施設 | 位置 | 機能 | 種類 | 規模 |
| ---- | ---- | ---- | ---- | ---- |
|      |      |      |      |      |
|      |      |      |      |      |
|      |      |      |      |      |
|      |      |      |      |      |
|      |      |      |      |      |
|      |      |      |      |      |
|      |      |      |      |      |
|      |      |      |      |      |
|      |      |      |      |      |
|      |      |      |      |      |
|      |      |      |      |      |

### 紀伊長島・海山地区「"孫太郎"と遊ぶとしゾーン」
紀伊長島町(現：紀北町)、海山町(現：紀北町)、紀勢町。開発計画面積：2320ha
整備の進む熊野灘レクリエーション都市を中心とした海洋性スポーツ・レクリエーション型リゾート地区。
開発計画は(1)長島マリーナ、(2)熊野灘レク都市、(3)比畿海水浴場、(4)錦緑地、以上から成り立つ 。
(1)長島マリーナ
(2)熊野灘レク都市
(3)比畿海水浴場
(4)錦緑地
| 施設 | 位置 | 機能 | 種類 | 規模 |
| ---- | ---- | ---- | ---- | ---- |
|      |      |      |      |      |
|      |      |      |      |      |
|      |      |      |      |      |
|      |      |      |      |      |
|      |      |      |      |      |
|      |      |      |      |      |
|      |      |      |      |      |
|      |      |      |      |      |
|      |      |      |      |      |
|      |      |      |      |      |
|      |      |      |      |      |

### 尾鷲地区「海と大和のワンダーゾーン」
尾鷲市。開発計画面積：2690ha
尾鷲湾に面した海浜、緑に恵まれた産地をフルに活用するレクリエーション型リゾート地区。
開発計画は(1)三木里オートキャンプ場、(2)尾鷲マリーナ、(3)海釣りセンター、(4)観光魚市場、(5)尾鷲ワンダーランド、(6)南浦研修センター、(7)尾鷲ピチピチ村、(8)尾鷲湾リゾート、(9)行野浦緑地、(10)大曽根浦緑地、以上から成り立つ 。
(1)三木里オートキャンプ場
(2)尾鷲マリーナ
(3)海釣りセンター
(4)観光魚市場
(5)尾鷲ワンダーランド
(6)南浦研修センター
(7)尾鷲ピチピチ村
(8)尾鷲湾リゾート
(9)行野浦緑地
(10)大曽根浦緑地
| 施設 | 位置 | 機能 | 種類 | 規模 |
| ---- | ---- | ---- | ---- | ---- |
|      |      |      |      |      |
|      |      |      |      |      |
|      |      |      |      |      |
|      |      |      |      |      |
|      |      |      |      |      |
|      |      |      |      |      |
|      |      |      |      |      |
|      |      |      |      |      |
|      |      |      |      |      |
|      |      |      |      |      |
|      |      |      |      |      |

### 熊野・御浜地区「雄大な海との触れ合いゾーン」
熊野市、御浜町。開発計画面積：1950ha
奇岩奇景と松の緑が美しい七里御浜の雄大な景観をベースをした滞在型の海浜性リゾート地区。
開発計画は(1)七里御浜コースタルリゾート、(2)新鹿オートキャンプ場、以上から成り立つ 。
(1)七里御浜コースタルリゾート
(2)新鹿オートキャンプ場
| 施設 | 位置 | 機能 | 種類 | 規模 |
| ---- | ---- | ---- | ---- | ---- |
|      |      |      |      |      |
|      |      |      |      |      |
|      |      |      |      |      |
|      |      |      |      |      |
|      |      |      |      |      |
|      |      |      |      |      |
|      |      |      |      |      |
|      |      |      |      |      |
|      |      |      |      |      |
|      |      |      |      |      |
|      |      |      |      |      |

## 交通

### 鉄道
- JR東海：参宮線、紀勢本線
  - 熊野灘の海岸景色を楽しめるリゾート列車を走らせることを検討するとされた。

- 近鉄：山田線、鳥羽線、志摩線
  - 名古屋から1時間40分、大阪から2時間の所要時間。
  - 1986年(昭和61年)8月に運輸大臣から認可を得た複線化工事(鳥羽駅～賢島駅)により奥志摩地区への所要時間は15分短縮される計画。

### 道路
- 伊勢 - 鳥羽間の道路や国道167号、260号、311号、その他県道、近畿自動車道伊勢線を整備するとされた。

### 航路
主要港湾を整備し、それらを連絡する「サンベルト航路」の開設を検討するとされた。

### 航空路
重要整備地区を結ぶヘリポートの設置を進めるとされた。